# Rin Tin Tin
Rin Tin Tin (také Rin-Tin-Tin nebo Rinty, září 1918 – 10. srpna 1932) byl pes, německý ovčák, který hrál ve 27 hollywoodských filmech.
Narodil se ve Francii na konci první světové války. Americký voják Lee Duncan objevil 15. září 1918 ve vybombardované vesnici Flirey opuštěnou fenu německého ovčáka s pěti asi týden starými štěňaty. Vojáci si psy rozebrali, Duncan vzal s sebou domů do Los Angeles psíka, kterého pojmenoval podle tehdy populární francouzské písně o loutkách jménem Rin Tin Tin a Nannette. V té době účinkoval v amerických filmech populární německý ovčák Strongheart a Duncan se rozhodl vychovat z Rin Tin Tina jeho nástupce. Spolu se svým přítelem hercem Eugenem Pallettem psa cvičil a zúčastnil se s ním řady výstav, v roce 1922 uzavřel smlouvu se studiem Warner Bros., Rin Tin Tin se objevil v dobrodružném filmu The Man From Hell's River a když se osvědčil, dostal hlavní role ve filmech Where the North Begins a Stíny severu. K popularitě Rin Tin Tina přispěly i scénáře, které psal začínající Darryl F. Zanuck.
Na vrcholu slávy vydělával Rin Tin Tin šest tisíc dolarů týdně, majitel pro něj najal osobního kuchaře, starosta New Yorku psovi věnoval klíče od města. Filmová historička Susan Orleanová ve svém životopise Rin Tin Tina napsala, že když se v roce 1929 udělovaly první Oscary, získal Rin Tin Tin nejvíc hlasů v kategorii nejlepší herec, Akademie filmového umění a věd ve snaze předejít skandálu rozhodla, že cenu může získat pouze člověk.
Rin Tin Tin pošel v roce 1932 a byl pohřben na Cimetière des Chiens et Autres Animaux Domestiques ve francouzském Asnières-sur-Seine. V roce 1960 získal svoji hvězdu na Hollywoodském chodníku slávy. Podle jeho životních osudů byly natočeny filmy Won Ton Ton, the Dog Who Saved Hollywood (1976) a Rin Tin Tin (2007). René Goscinny má ve svých komiksech postavu psa Rantanplan (v českém překladu Tramtabum).     
Úspěšným zvířecím hercem byl také jeho syn Rin Tin Tin Jr.